# Changsha (sockenhuvudort i Kina, Jiangxi Sheng, lat 25,47, long 115,52)
Changsha är en sockenhuvudort i Kina. Den ligger i provinsen Jiangxi, i den sydöstra delen av landet, omkring 360 kilometer söder om provinshuvudstaden Nanchang. Antalet invånare är 10 943. Befolkningen består av 5 582 kvinnor och 5 361 män. Barn under 15 år utgör 32 %, vuxna 15-64 år 58 %, och äldre över 65 år 8,0 %.
Runt Changsha är det ganska tätbefolkat, med 129 invånare per kvadratkilometer. Närmaste större samhälle är Tianxin, 8,7 km söder om Changsha. I omgivningarna runt Changsha växer huvudsakligen savannskog.
Genomsnittlig årsnederbörd är 1 936 millimeter. Den regnigaste månaden är maj, med i genomsnitt 372 mm nederbörd, och den torraste är oktober, med 18 mm nederbörd.